# Visual Concepts
Visual Concepts Entertainment ist ein amerikanisches Entwicklungsstudio für Computerspiele mit Sitz in Novato, Kalifornien. Das Unternehmen wurde im Mai 1988 gegründet und ist vor allem für die Entwicklung von Sportsimulationen der 2K-Franchise bekannt, zuletzt NBA 2K und WWE 2K, davor NFL 2K und College Hoops 2K. Visual Concepts wurde im Mai 1999 zunächst von Sega übernommen und im Januar 2005 an Take-Two Interactive verkauft. Im Zuge der Übernahme gründete Take-Two Interactive am Tag nach der Übernahme sein Publishinglabel 2K Games, zu dem Visual Concepts seither gehört.

## Geschichte
Visual Concepts wurde 1988 von dem Programmierer Scott Patterson und den Brüdern Greg und Jeff Thomas gegründet. Das ursprüngliche Büro befand sich über einer Bank in Novato, Kalifornien. Am 25. Januar 1995 gab Electronic Arts bekannt, dass sie eine Beteiligung an dem Unternehmen erworben hatten. Im September 1997 gab Sega seine Absicht bekannt, das Unternehmen zu übernehmen. Der Deal wurde am 18. Mai 1999 abgeschlossen und Visual Concepts wechselte für eine nicht genannte Summe den Besitzer.
Nach einem Deal zwischen Sega und Take-Two Interactive im Juni 2004, wonach die Unternehmen die Titel der auf ESPN basierenden Spieleserien von Visual Concepts gemeinsam veröffentlichen und vertreiben würden, kamen im Dezember 2004 Gerüchte auf, die darauf hindeuteten, dass Take-Two Interactive die Übernahme von Visual Concepts plante. Am 24. Januar 2005 gab Take-Two Interactive bekannt, eine Transaktion in Höhe von 24 Millionen US-Dollar an Sega für den Erwerb von Visual Concepts, seiner Tochtergesellschaft Kush Games und der Markenrechte an der 2K-Franchise abgeschlossen zu haben. Aus dem 2006 eingereichten Form 10-K des Publishers ging später hervor, dass bis Januar 2006 insgesamt 32,2 Millionen US-Dollar an Sega für den Erwerb von Visual Concepts und den dazugehörigen Immobilien gezahlt worden waren. Am 25. Januar 2005, dem Tag nach der Übernahme, kündigte Take-Two Interactive sein neues Publishing-Label 2K Games an, das fortan die Arbeiten bei Visual Concepts und Kush Games überwachen würde.
In einer im März 2009 von GameQuarry durchgeführten Studie über Metacritic-Bewertungen wurde Visual Concepts als die Nummer eins der „beständigsten“ Videospielentwickler auf der Website des Bewertungsaggregators eingestuft, wobei 50 der 72 Spiele des Unternehmens zu dieser Zeit eine Gesamtbewertung von 80/100 oder höher erhielten. Im August 2010 entließ Visual Concepts 30 Mitarbeiter aufgrund der „Notwendigkeit, die Ressourcen neu auszurichten und die Effizienz zu verbessern“. Im Dezember 2018 wurde Greg Thomas bei den The Game Awards 2018 mit dem „Industry-Icon“-Award für seine 30-jährige Tätigkeit bei Visual Concepts geehrt.
2K erwarb im März 2021 die Spieleabteilung von HookBang, die zuvor mit Visual Concepts an den NBA-2K-Spielen gearbeitet hatte. Die Abteilung wurde in Visual Concepts Austin umbenannt, um Visual Concepts weiterhin zu unterstützen. Im Februar 2024 war eine nicht näher bezifferte Anzahl von Mitarbeitern bei Visual Concepts Austin von Entlassungen betroffen.

## Veröffentlichte Titel

### 1989 bis 2004
| Jahr | Titel                                            | Plattform                                |
| ---- | ------------------------------------------------ | ---------------------------------------- |
| 1989 | Gnarly Golf                                      | Apple IIGS                               |
| 1989 | Great Western Shootout                           | Apple IIGS                               |
| 1990 | Designasaurus II                                 | MS-DOS                                   |
| 1990 | Pipe Mania                                       | Apple IIGS                               |
| 1990 | Task Force                                       | Apple IIGS                               |
| 1991 | Trog                                             | NES                                      |
| 1992 | McDonaldland                                     | Game Boy                                 |
| 1992 | Spot: The Cool Adventure                         | Game Boy                                 |
| 1992 | Star Trek: 25th Anniversary                      | Game Boy                                 |
| 1992 | Desert Strike: Return to the Gulf                | SNES                                     |
| 1993 | Bill Walsh College Football                      | SNES                                     |
| 1993 | ClayFighter                                      | SNES                                     |
| 1993 | Harley’s Humongous Adventure                     | SNES                                     |
| 1993 | Madden NFL ’94                                   | SNES                                     |
| 1993 | Taz-Mania                                        | SNES                                     |
| 1993 | We’re Back! A Dinosaur’s Story                   | SNES                                     |
| 1994 | ClayFighter: Tournament Edition                  | SNES                                     |
| 1994 | Claymates                                        | SNES                                     |
| 1994 | Dominus                                          | MS-DOS                                   |
| 1994 | Lester the Unlikely                              | SNES                                     |
| 1994 | Madden NFL ’95                                   | SNES                                     |
| 1994 | MLBPA Baseball                                   | SNES                                     |
| 1994 | NHL 95                                           | SNES                                     |
| 1994 | Nickelodeon Guts                                 | SNES                                     |
| 1995 | Toughman Contest                                 | Mega Drive                               |
| 1995 | Weaponlord                                       | Mega Drive, SNES                         |
| 1995 | Viewpoint                                        | PlayStation                              |
| 1996 | NHL 97                                           | PlayStation, Saturn                      |
| 1997 | NBA Action 98                                    | Windows, Saturn                          |
| 1997 | NBA Fastbreak ’98                                | PlayStation                              |
| 1998 | One                                              | PlayStation                              |
| 1999 | NBA 2K                                           | Dreamcast                                |
| 1999 | NFL 2K                                           | Dreamcast                                |
| 1999 | NHL 2K                                           | Dreamcast                                |
| 2000 | NBA 2K1                                          | Dreamcast                                |
| 2000 | NFL 2K1                                          | Dreamcast                                |
| 2001 | Floigan Bros.                                    | Dreamcast                                |
| 2001 | NBA 2K2                                          | Dreamcast, GameCube, PlayStation 2, Xbox |
| 2001 | NCAA College Football 2K2: Road to the Rose Bowl | Dreamcast                                |
| 2001 | NFL 2K2                                          | Dreamcast, PlayStation 2, Xbox           |
| 2001 | NHL 2K2                                          | Dreamcast, PlayStation 2, Xbox           |
| 2001 | Ooga Booga                                       | Dreamcast                                |
| 2001 | World Series Baseball 2K2                        | Dreamcast, Xbox                          |
| 2002 | NBA 2K3                                          | GameCube, PlayStation 2, Xbox            |
| 2002 | NCAA College Basketball 2K3                      | GameCube, PlayStation 2, Xbox            |
| 2002 | NCAA College Football 2K3                        | GameCube, PlayStation 2, Xbox            |
| 2002 | NFL 2K3                                          | GameCube, PlayStation 2, Xbox            |
| 2002 | NHL 2K3                                          | GameCube, PlayStation 2, Xbox            |
| 2002 | Sega Soccer Slam                                 | GameCube, PlayStation 2, Xbox            |
| 2002 | ToeJam & Earl III: Mission to Earth              | Xbox                                     |
| 2003 | ESPN College Hoops                               | PlayStation 2, Xbox                      |
| 2003 | ESPN NBA Basketball                              | PlayStation 2, Xbox                      |
| 2003 | ESPN NHL Hockey                                  | PlayStation 2, Xbox                      |
| 2003 | ESPN NFL Football                                | PlayStation 2, Xbox                      |
| 2003 | World Series Baseball 2K3                        | PlayStation 2, Xbox                      |
| 2004 | ESPN College Hoops 2K5                           | PlayStation 2, Xbox                      |
| 2004 | ESPN NBA 2K5                                     | PlayStation 2, Xbox                      |
| 2004 | ESPN NFL 2K5                                     | PlayStation 2, Xbox                      |
| 2004 | ESPN NHL 2K5                                     | PlayStation 2, Xbox                      |
| 2004 | ESPN Major League Baseball                       | PlayStation 2, Xbox                      |

### 2005 bis heute
| Jahr | Titel                                           | Plattform                                                                                           | Anmerkung                              |
| ---- | ----------------------------------------------- | --------------------------------------------------------------------------------------------------- | -------------------------------------- |
| 2005 | College Hoops 2K6                               | PlayStation 2, Xbox, Xbox 360                                                                       |                                        |
| 2005 | Major League Baseball 2K5                       | PlayStation 2, Xbox                                                                                 | Co-entwickelt mit Kush Games           |
| 2005 | Major League Baseball 2K5: World Series Edition | PlayStation 2, Xbox                                                                                 | Co-entwickelt mit Kush Games           |
| 2005 | NBA 2K6                                         | PlayStation 2, Xbox, Xbox 360                                                                       |                                        |
| 2005 | NHL 2K6                                         | PlayStation 2, Xbox, Xbox 360                                                                       | Co-entwickelt mit Kush Games           |
| 2006 | College Hoops 2K7                               | PlayStation 2, PlayStation 3, Xbox, Xbox 360                                                        |                                        |
| 2006 | Major League Baseball 2K6                       | GameCube, PlayStation 2, PlayStation Portable, Xbox, Xbox 360                                       | Co-entwickelt mit Kush Games           |
| 2006 | NBA 2K7                                         | PlayStation 2, PlayStation 3, Xbox, Xbox 360                                                        |                                        |
| 2006 | NHL 2K7                                         | PlayStation 2, PlayStation 3, Xbox, Xbox 360                                                        | Co-entwickelt mit Kush Games           |
| 2007 | All-Pro Football 2K8                            | PlayStation 3, Xbox 360                                                                             |                                        |
| 2007 | College Hoops 2K8                               | PlayStation 2, PlayStation 3, Xbox 360                                                              |                                        |
| 2007 | Fantastic Four: Rise of the Silver Surfer       | PlayStation 3, Xbox 360                                                                             |                                        |
| 2007 | Major League Baseball 2K7                       | PlayStation 2, PlayStation 3, PlayStation Portable, Xbox, Xbox 360                                  | Co-entwickelt mit Kush Games           |
| 2007 | NBA 2K8                                         | PlayStation 2, PlayStation 3, Xbox 360                                                              |                                        |
| 2007 | NHL 2K8                                         | PlayStation 2, PlayStation 3, Xbox 360                                                              | Co-entwickelt mit 2K Los Angeles       |
| 2007 | The Bigs                                        | PlayStation 2, PlayStation 3, PlayStation Portable, Wii, Xbox 360                                   | Co-entwickelt mit Blue Castle Games    |
| 2008 | Major League Baseball 2K8                       | PlayStation 2, PlayStation 3, PlayStation Portable, Xbox 360                                        | Co-entwickelt mit 2K Los Angeles       |
| 2008 | NBA 2K9                                         | Microsoft Windows, PlayStation 2, PlayStation 3, Xbox 360                                           |                                        |
| 2008 | NHL 2K9                                         | PlayStation 2, PlayStation 3, Wii, Xbox 360                                                         |                                        |
| 2009 | Major League Baseball 2K9                       | Microsoft Windows, PlayStation 2, PlayStation 3, Xbox 360                                           |                                        |
| 2009 | NBA 2K10                                        | Microsoft Windows, PlayStation 2, PlayStation 3, Wii, Xbox 360                                      |                                        |
| 2009 | NBA 2K10: Draft Combine                         | PlayStation 3, Xbox 360                                                                             |                                        |
| 2009 | NHL 2K10                                        | PlayStation 2, PlayStation 3, Wii, Xbox 360                                                         |                                        |
| 2010 | Major League Baseball 2K10                      | Microsoft Windows, PlayStation 3, Xbox 360                                                          |                                        |
| 2010 | NBA 2K11                                        | Microsoft Windows, PlayStation 2, PlayStation 3, Wii, Xbox 360                                      |                                        |
| 2010 | NHL 2K11                                        | Wii                                                                                                 |                                        |
| 2011 | Major League Baseball 2K11                      | Microsoft Windows, PlayStation 3, Wii, Xbox 360                                                     |                                        |
| 2011 | NBA 2K12                                        | Microsoft Windows, PlayStation 3, Wii, Xbox 360                                                     |                                        |
| 2012 | Major League Baseball 2K12                      | Microsoft Windows, PlayStation 3, Xbox 360                                                          |                                        |
| 2012 | MyNBA 2K                                        | Android, iOS                                                                                        |                                        |
| 2012 | NBA 2K13                                        | Microsoft Windows, PlayStation 3, Wii U, Xbox 360                                                   |                                        |
| 2012 | NBA 2K MyLife                                   | Facebook Platform                                                                                   |                                        |
| 2013 | Major League Baseball 2K13                      | PlayStation 3, Xbox 360                                                                             |                                        |
| 2013 | NBA 2K14                                        | Android, Fire OS, iOS, Microsoft Windows, PlayStation 3, PlayStation 4, Xbox 360, Xbox One          |                                        |
| 2013 | WWE 2K14                                        | PlayStation 3, Xbox 360                                                                             | Co-entwickelt mit Yuke’s               |
| 2014 | NBA 2K15                                        | Android, Fire OS, iOS, Microsoft Windows, PlayStation 3, PlayStation 4, Xbox 360, Xbox One          |                                        |
| 2014 | NHL 2K                                          | Android, iOS                                                                                        | Co-entwickelt mit Virtuos              |
| 2014 | WWE 2K15                                        | Microsoft Windows, PlayStation 3, PlayStation 4, Xbox 360, Xbox One                                 | Co-entwickelt mit Yuke’s               |
| 2015 | NBA 2K16                                        | Android, iOS, Microsoft Windows, PlayStation 3, PlayStation 4, Xbox 360, Xbox One                   |                                        |
| 2015 | WWE 2K16                                        | Microsoft Windows, PlayStation 3, PlayStation 4, Xbox 360, Xbox One                                 | Co-entwickelt mit Yuke’s               |
| 2016 | NBA 2K17                                        | Android, iOS, Microsoft Windows, PlayStation 3, PlayStation 4, Xbox 360, Xbox One                   |                                        |
| 2016 | NBA 2K17: The Prelude                           | PlayStation 4, Xbox One                                                                             |                                        |
| 2016 | NBA 2KVR Experience                             | Android, Microsoft Windows, PlayStation 4                                                           | Co-entwickelt mit Specular Interactive |
| 2016 | WWE 2K17                                        | Microsoft Windows, PlayStation 3, PlayStation 4, Xbox 360, Xbox One                                 | Co-entwickelt mit Yuke’s               |
| 2017 | NBA 2K18                                        | Android, iOS, Microsoft Windows, Nintendo Switch, PlayStation 3, PlayStation 4, Xbox 360, Xbox One  |                                        |
| 2017 | NBA 2K18: The Prelude                           | PlayStation 4, Xbox One                                                                             |                                        |
| 2017 | WWE 2K18                                        | Microsoft Windows, PlayStation 4, Xbox One                                                          | Co-entwickelt mit Yuke’s               |
| 2018 | NBA 2K19                                        | Android, iOS, Microsoft Windows, Nintendo Switch, PlayStation 4, Xbox One                           |                                        |
| 2018 | NBA 2K19: The Prelude                           | PlayStation 4, Xbox One                                                                             |                                        |
| 2018 | WWE 2K19                                        | Microsoft Windows, PlayStation 4, Xbox One                                                          | Co-entwickelt mit Yuke’s               |
| 2019 | NBA 2K20                                        | Stadia, Microsoft Windows, Nintendo Switch, PlayStation 4, Xbox One                                 |                                        |
| 2019 | WWE 2K20                                        | Microsoft Windows, PlayStation 4, Xbox One                                                          |                                        |
| 2020 | NBA 2K21                                        | Stadia, Microsoft Windows, Nintendo Switch, PlayStation 4, Xbox One, PlayStation 5, Xbox Series X/S |                                        |
| 2021 | NBA 2K22                                        | Microsoft Windows, Nintendo Switch, PlayStation 4, Xbox One, PlayStation 5, Xbox Series X/S         |                                        |
| 2022 | WWE 2K22                                        | Microsoft Windows, PlayStation 4, Xbox One, PlayStation 5, Xbox Series X/S                          |                                        |
| 2022 | NBA 2K23                                        | Microsoft Windows, Nintendo Switch, PlayStation 4, Xbox One, PlayStation 5, Xbox Series X/S         |                                        |
| 2023 | WWE 2K23                                        | Microsoft Windows, PlayStation 4, Xbox One, PlayStation 5, Xbox Series X/S                          |                                        |
| 2023 | Lego 2K Drive                                   | Microsoft Windows, Nintendo Switch, PlayStation 4, Xbox One, PlayStation 5, Xbox Series X/S         |                                        |
| 2023 | NBA 2K24                                        | Microsoft Windows, Nintendo Switch, PlayStation 4, Xbox One, PlayStation 5, Xbox Series X/S         |                                        |
| 2024 | WWE 2K24                                        | Microsoft Windows, PlayStation 4, Xbox One, PlayStation 5, Xbox Series X/S                          |                                        |
| 2024 | NBA 2K25                                        | Microsoft Windows, Nintendo Switch, PlayStation 4, Xbox One, PlayStation 5, Xbox Series X/S         |                                        |